# Kisgrafika Barátok Köre

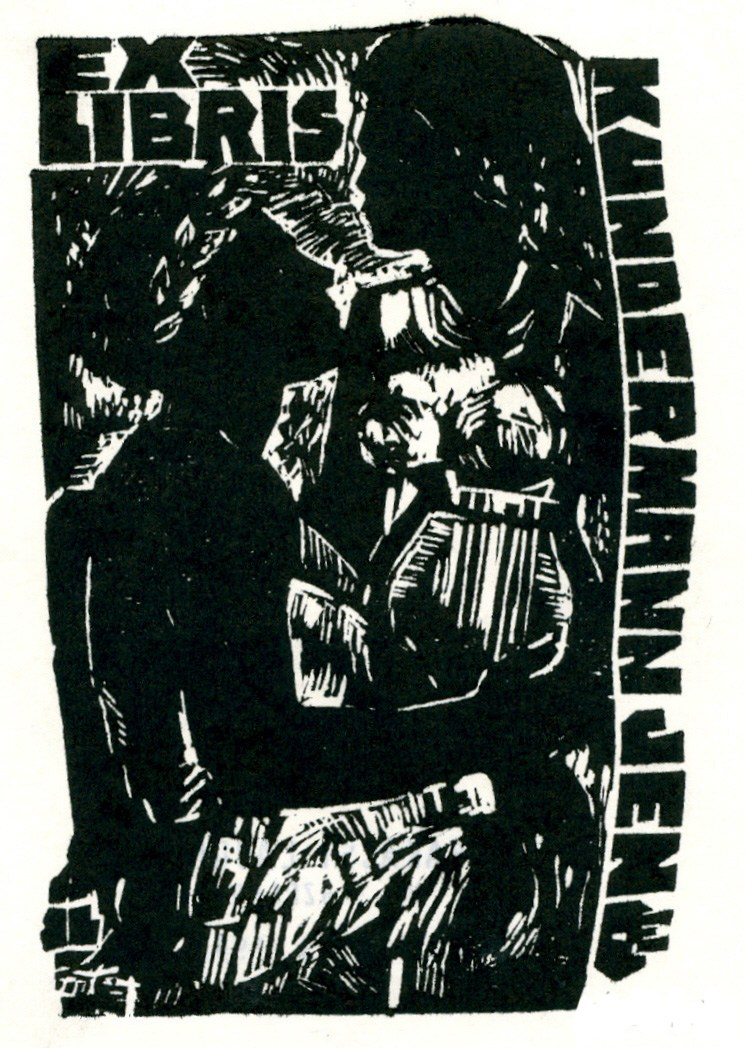
Ex libris
Bakacsi Lajos alkotása

Kisgrafika Barátok Köre Grafikagyűjtő és Művelődési Egyesület, röviden: KBK Egyesület (1959–). Fő feladatának tekinti a magyar kisgrafikai élet felvirágoztatását, gondozását. 

## Előzmények
Magyarországon nyugati mintára a XIX. század második felében indult meg az ex librisek gyűjtése, de mivel a századfordulóig hazánkban még nem működött egyesület, mindez nehéz vállalkozás volt, a régi ex librisek elfeledve, elszórtan hevertek könyvtárak raktáraiban. A nem nagy számban előforduló gyűjtők az osztrák, ill. a német ex libris egyesületek keretében hódolhattak szenvedélyüknek.
Európában az ex libris egyesületek sorát az angliai Ex-libris Society nyitotta meg 1890-ben, majd 1891-ben Németországban, 1893-ban Franciaországban, 1903-ban Ausztriában is megalakultak az első ex libris egyesületek. 1903-ban megrendezésre került az első magyar ex libris kiállítás az Iparművészeti Múzeumban, Czakó Elemér szervezésében.
Hazánkban 1909-ben a Siklóssy László vezette Szent-György-Czéh Magyar Amatőrök és Gyűjtők Egyesülete grafikai szakosztálya vállalta magára az ex libris egyesület funkcióját, az alkotók közt Nagy Sándor, Kozma Lajos, Sassy Attila, Rozsnyay Kálmán. A vezetőség olyan neves személyeket tudhatott soraiban, mint az elnöki tisztet betöltő ifj. gróf Andrássy Gyula, a társelnök Bárczy István (egy időben Budapest polgármestere), az alelnökök közt Alpár Ignác, gróf Apponyi Sándor, gróf Batthyány Gyula, gróf Szapáry László, gróf Teleki Sándor. Ez az egyesület még magán viselte a XIX. század jegyeit, amikor az ex libris gyűjtés a társadalom felső rétegének, különösképp az arisztokráciának a kedvelt időtöltése volt. A céh aukciók rendezésével és kiállításokkal igyekezett népszerűsíteni a műfajt, és cserelisták kiadásával élénkítette a cserét. Folyóiratot is megjelentetett A Gyűjtő címmel. Az 1913-ban megrendezett nemzetközi ex libris kiállítással nagy lendületet adott a magyar ex libris ügyének; ez alkalomra megjelent A Gyűjtő különszáma, Siklóssy László szerkesztésében, ill. első önálló magyar cserejegyzéket is kiadtak.
Az I. világháború okozta törés után újra fellendült a műfaj, 1932-ben Budapest központtal megalakult a MEGE, a Magyar Exlibrisgyűjtők és Grafikabarátok Egyesülete, melynek életre hívója Nagy József, Arady Kálmán és Pinterits Tibor voltak. Az országon belül több helyi szervezet is létrejött: Szegeden, Debrecenben (Ajtósi Dürer Céh), Pécsett, Sopronban.
A második világháború újabb törést jelentett, számos művész emigrált, köztük Petry Béla, Németh Nándor, Buday György, Forbáth Alfréd. A monolitikus politikai rendszer idején hazánkban kevés volt a megrendelés, a gyűjtés akadozása miatt elsősorban az idősebb grafikusnemzedék foglalkozott a műfajjal, és a kisgrafikai egyesület is csak évek múlva, 1959-ben alakult újjá, Kisgrafika Barátok Köre néven.

## Létrejötte
Hosszas előkészületek után 1959. április 25-én alakult meg ex libris gyűjtőkből és grafikusokból a Kisgrafika Barátok Köre, mely 76 taggal kezdte meg működését.
Az elnök Soó Rezső professzor, a művészeti vezető Stettner Béla, a titkár Réthy István lett. Az alapító tagok: Dr. Arady Kálmán, Galambos Ferenc, Dr. Illyés Sándor László, Nagy József, Réthy István, Reisinger Jenő, Dr. Soó Rezső, Szentessy Flórián, Tompos Ernő, Dr. Wiltner Sándor. Számos vidéki filiáléja kialakult Szegeden, Ajkán, Veszprémben, Pécsett, Debrecenben, Cegléden, Egerben, Hajdúböszörményben. 
A kör székhelye kezdetben a Fészek Művészklubban (Budapest, Kertész u. 36.) volt. A KBK 1960 májusában pályázatot írt ki emblémájának elkészítésére, mely a Kisgrafika Barátok Körét hivatott szimbolizálni. Szövegében a kör rövidített neve, KBK kellett szerepeljen, az alapítási évvel (1959). A nyertes a KBK folyóiratán napjainkban is szerepeltetett embléma: hatszögű keretben KBK monogram és repülő galamb. 
A KBK 1962 októberétől kezdődően jelentetett meg folyóiratot KBK Értesítő néven, mely 1964-től kapta a Kisgrafika Értesítő nevet. 1972-től lett Kisgrafika. A Kisgrafika Barátok Köre Értesítője, majd 1990-től Kisgrafika (évente 4 szám). Jelen szerkesztője Vasné dr. Tóth Kornélia.

## Vezetősége
A megalakulástól 1979-ig titkár Réthy István, majd Csiby Mihály (1979–80), Vida Klára (1981–2000), Palásthy Lajos (2000–2015), jelenleg Antalné Tari Zsuzsa.  Elnökök voltak Soó Rezső (1903–1980) botanikus, egyetemi tanár, Varga Mátyás (1910–2002), Fery Antal (1908–1994), König Róbert (1951–2014), Ürmös Péter (1956–) grafikusművészek, jelenleg Vén Zoltán (1941–) grafikusművész. A 2015-ben megválasztott vezetőség tagjai: Ürmös Péter elnök, Antalné Tari Zsuzsát ügyvezető, Rácz Mária, Vasné dr. Tóth Kornélia, Bedő József elnökségi tagok. 

## Tevékenysége
A KBK Grafikagyűjtő és Művelődési Egyesület napjainkban is aktívan tevékenykedik, fő céljának tekinti a magyar kisgrafikai élet fellendítését, ezt szolgálják a bel- és külföldi kiállítások, előadások, találkozók, a nemzetközi kongresszusokon való részvétel. A külföldi testvéregyesületekkel és gyűjtőkkel való kapcsolattartás jegyében fellendült az ex librisek külföldre való küldése. 1966-ban Hamburgban az ex libris szervezetek nemzetközi összefogására megalakult az Ex libris Egyesületek Nemzetközi Szervezete, a FISAE (Fédération Internationale des Sociétés d’Amateurs d’Exlibris), mely szervezethez a magyar egyesület azonnal csatlakozott. A FISAE célja az ex libris népszerűsítése, művészi értékének, megbecsülésének emelése, az egyes nemzetek ex libris egyesületeivel való kooperálás, kiállítások rendezése, kétévente nemzetközi kongresszusok szervezése. Hazánk egy alkalommal, 1970-ben adott helyszínt nemzetközi ex libris kongresszusnak. Ez a XIII. budapesti Nemzetközi Ex libris Kongresszus volt. 
Az egyesület 2019-ben ünnepelte 60. évfordulóját, ez alkalomból nemzetközi kiállításra került sor Budapesten és Szegeden. 

## A KBK szegedi csoportja
Szegeden, Kopasz Márta művésztanár szervezése által jött létre 1961-ben. Tagjai csatlakoztak az 1959-ben Budapesten megalakult Kisgrafika Barátok Köréhez. "Buday György által elindított – Vadász Endre és Bordás Ferenc neveihez is kötődő – helyi fametsző-kultúra hagyományait a mai szegedi grafika számára Kopasz Márta közvetítette, akit az egykori Buday-kör egyetlen itt élő aktív művésztagjának kell tekintenünk"
Kopasz Márta – aki jeles kisgrafikus hírében áll – helyi titkárként a Tömörkény István Művészeti Gimnázium, majd a Bartók Béla, 1979-től a Juhász Gyula Művelődési Házban nagy szakmai hozzáértéssel vezette a Kört. 1988-ban utódjával, Rácz Máriával – aki értő szemmel válogatott Ex libris gyűjteménnyel rendelkezik – országos találkozót szervez. 2008-ban a Kisgrafika Barátok Köre művészeti tanácsadója és elnöke, titkára dr. Krier Rudolf, aki szintén nemzetközi tekintélyű kisgrafikai gyűjteménnyel és csereanyaggal rendelkezik. 1992-től a Somogyi Könyvtár ad helyet a KBK csoportnak. 2011-ben ünnepelték fennállásuk 50. évfordulóját, mely alkalomból illusztrált jubileumi évkönyvet adtak közre Szeged Megyei Jogú Város Önkormányzatának támogatásával.
Tagjai: Bakacsi Lajos, Bánsági András, Krier Rudolf, Nagy Ádám, Kopasz Márta (1911-2011), Rácz Mária, Tóth Rózsa

## Jelentősége
A könyvnyomtatás feltalálása óta a könyvtábla belső oldalára a könyvtulajdonos jelölésére sokszorosító eljárással készült díszes kivitelű lapot, könyvjegyet, Ex librist (jelentése 'könyveiből') ragasztottak. Alkotói között már a XV.–XVI. században neves mesterek szerepeltek, mint Lucas Granach, Albrecht Dürer és Hans Holbein. E kisgrafikai műfaj fontos jellemzője a tulajdonos személyére, foglalkozására, érdeklődési körére, hobbijaira utaló személyes tartalom. Napjainkban kevéssé ragasztják könyvbe, inkább a készíttető gyűjteményébe, albumba kerül. Hazánkban és külföldön is sokan hódolnak a kisgrafikagyűjtés szenvedélyének. Nevesebb grafikusok: Fery Antal, Stettner Béla, Drahos István, Nagy Árpád, Bordás Ferenc, Buday György, Vadász Endre, Gáborjáni Szabó Kálmán, Kopasz Márta, Menyhárt József, Sterbenz Károly, Gy. Szabó Béla, Kékesi László, Csiby Mihály, Tavaszy Noémi, Nagy László Lázár, Vén Zoltán, Kőhegyi Gyula, Kerékgyártó László, Bálint Ferenc, Ürmös Péter, Réti András, Havasi Tamás, Kapolcsi Kovács Csaba, Baranyai Ferenc, Börcsök Attila stb. Múltunk neves ex libris gyűjtői közül néhány név: Arady Kálmán, Bélley Pál, Csatkai Endre, Galambos Ferenc, Giday Kálmán, Katona Gábor, Király Zoltán, Lippóczy Miklós, Lippóczy Norbert, Lustig István, Lyka Károly, Némedy Gyula, Nyireő István, Pinterits Tibor, Réthy István, Siklóssy László, Soó Rezső, Szigeti István, Szíj Rezső, Tüskés Tibor, Varjú Elemér  (részletesen lásd Vasné dr. Tóth Kornélia: Múltunk neves ex libris gyűjtői, Budapest, KBK, 2019.)

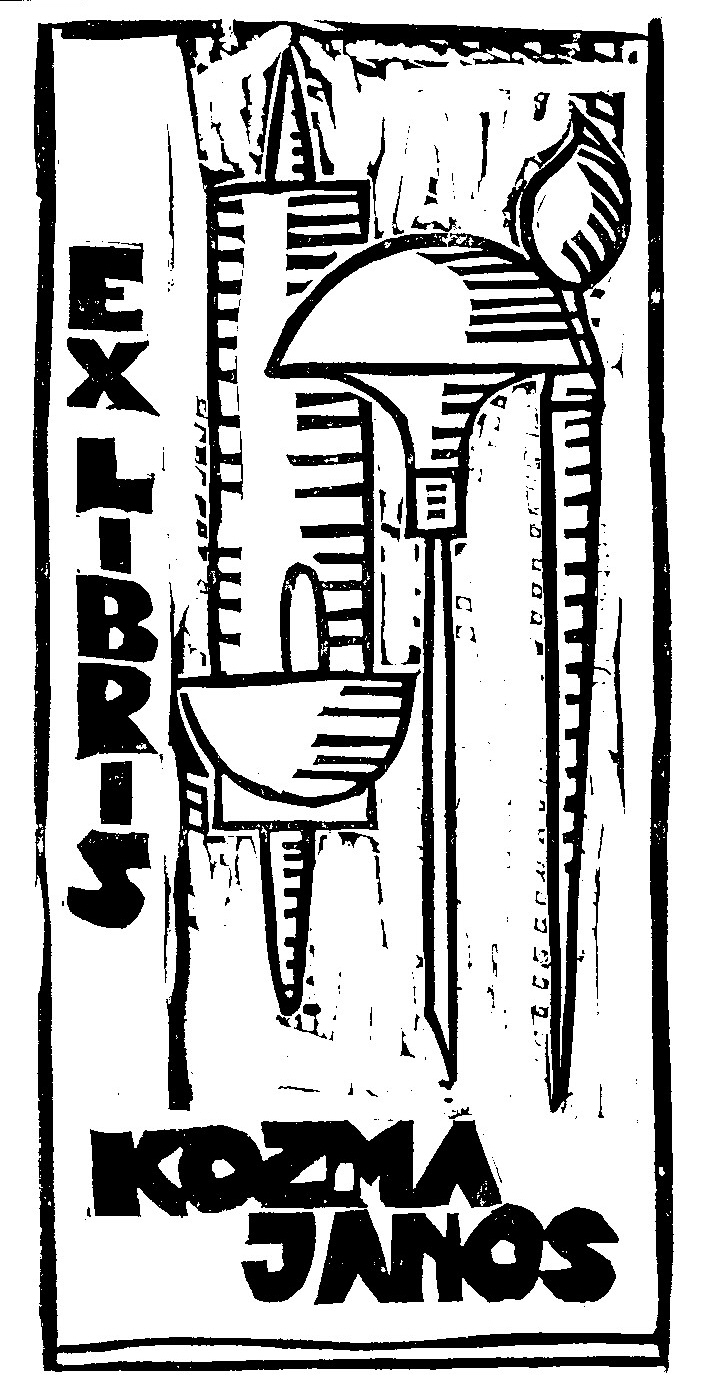
Linóleummetszet

## Külső hivatkozások
- Magyar Ex libris Archiválva 2009. szeptember 6-i dátummal a Wayback Machine-ben
- Kisgrafika Barátok Köre Archiválva 2008. október 10-i dátummal a Wayback Machine-ben
- Magyar Könyvszemle
- Ex libris története
- Ex libris
- Kisgrafika (folyóirat)
- Magyar Ex libris